# Club Atlético y Social Honor y Patria
Il Club Atlético y Social Honor y Patria è stata una società calcistica argentina di Bernal, fondata il 1º maggio 1911.

## Storia
La società venne fondata a Bernal nel 1911; prima di giungere alla denominazione "Honor y Patria" si chiamò Bola de Nieve e Río de La Plata. Il club militò a lungo in seconda divisione, per poi affiliarsi alla Asociación Amateurs de Football nel 1919. Anche in tale federazione giocò in seconda serie: ottenne la promozione nel 1926, grazie al primo posto in División Intermedia, ma la fusione delle due federazioni allora esistenti, AAm e AAF, impedì al club di disputare la massima divisione. Nonostante la vittoria del campionato precedente, l'Honor y Patria rimase in cadetteria, partecipando alla neonata Primera División B, la nuova seconda serie unificata; nel 1927 contava 310 soci e un capitale di 6.000 pesos. Nel 1929 vinse la Primera División B e si guadagnò il diritto di giocare in Primera División. L'unica stagione in massima serie dell'Honor y Patria fu proprio quella del 1930: il club ottenne 14 punti in 35 partite, con 4 vittorie, 6 pareggi e 25 sconfitte. Classificatosi al 35º posto su 36, fu pertanto declassato nuovamente. Nel 1931 nel calcio argentino fu introdotto il professionismo: l'Honor y Patria si sciolse proprio negli anni 1930.

## Palmarès

### Competizioni nazionali
- División Intermedia (AAm): 1

1926
- Primera B: 1

1929